# 里アンナ
里 アンナ（さと アンナ、1979年8月22日 - ）は鹿児島県奄美市（旧笠利町）出身の歌手、唄者である。
笠利節（かさんぶし）と呼ばれる奄美大島北部のシマ唄をバックグラウンドに、ポップス、ミュージカル、ジャズと幅広い音楽シーンで活動を行っており、「奄美の歌姫」と称されている。
2016年コルシカ島の音楽フェス、日本インドネシア友好50周年記念した「いのちのまつり」（バリ島）、上海国際博覧会日本産業館「JALステージ」、ロサンゼルス「アームストロングシアター」出演など、海外公演も多数。
希少な奄美竪琴奏者の一人でもある。
2022年10月、和太鼓奏者の坂本雅幸と結婚。

## 略歴
1979年、鹿児島県奄美大島生まれ。3歳より祖父にシマ唄を習い始め、後に奄美民謡大賞などの大会で度々受賞。高校卒業後に上京し音楽活動を開始。
2005年、山本寛斎がプロデュースした「愛・地球博」のオープニング・イベントに出演後、『恋し恋しや』で歌手デビュー。
2010年、初めて日本で行われた『シルク・ドゥ・ソレイユ』オーディション（ヴォーカル部門）に合格、公認ボーカリストとなる。2013年4月 - 11月、ミュージカル『レ・ミゼラブル』でファンテーヌを演じる。（2015年にも再演）
2014年、日本の伝統音楽とジャズを融合したユニット「黒船」に参加。
2015年8月、自らの来し方を見つめたCD『紡唄』の発売ライブを東京で開催。秋には東京、松山、広島、大阪をツアー。
2016年、カナダ、スペイン、スウェーデン、コルシカ島、NY、など海外公演。
2018年、大河ドラマ『西郷どん』メインテーマに歌で参加し、劇中でも里千代金役で出演する。

## ディスコグラフィー

### シングル
|     | 発売日        | タイトル   | 規格    | 販売生産番号 |
| 1st | 2007年6月20日 | きゅらうた | 12cmCD  | CHCA-1001    |
| 2nd | 2021年9月8日  | 俊良主     | Digital |              |

### アルバム
| #    | 発売日         | タイトル                                               | 規格        | 販売生産番号 |
| 1st  | 2002年6月      | きょらうた                                             | 12cmCD      | [ 1 ] [ 2 ]  |
| 2nd  | 2005年6月22日  | 恋し恋しや                                             | 12cmCD      | CHCB-10060   |
| 3rd  | 2005年12月21日 | 夢何処                                                 | 12cmCD      | CHCB-10062   |
| 4th  | 2006年6月21日  | 水無月                                                 | 12cmCD＋DVD | CHCB-10066   |
| 5th  | 2007年6月30日  | 島唄                                                   | 12cmCD      | ANNA-2007    |
| 6th  | 2008年8月20日  | 吾島（わんしま）                                       | 12cmCD      | CHCB-10082   |
| 7th  | 2009年8月13日  | 宵祭り                                                 | 12cmCD＋DVD | CHCB-10087   |
| 8th  | 2015年6月28日  | 紡唄                                                   | 12cmCD      | ANNA-001     |
| 9th  | 2018年5月20日  | Message（里アンナ × 佐々木俊之）                       | 12cmCD      | ANNA-002     |
| 10th | 2018年5月23日  | Best Collection                                        | 12cmCD      | CHCB-10103   |
| 11th | 2018年8月8日   | 愛Kana 島唄BEST                                        | 12cmCD      | AVCL-25970   |
| 12th | 2020年6月7日   | Message Ⅱ -Reincarnation-（里アンナ × 佐々木俊之）     | 12cmCD      | ANNA-003     |
| 13th | 2022年1月23日  | Songs of Silence                                       | 12cmCD      | MINFA-2102   |
| 14th | 2022年8月21日  | Beauty & the Beats（里アンナ × 佐々木俊之）            | 12cmCD      | ANNA-004     |
| 15th | 2022年11月19日 | Oct 27,2021 Anna Sato Concert at Hakuju Hall / LIVE CD | 12cmCD      | MINFA-2203   |

### DVD
1. Live at STB139 スイートベイジル（2006年12月20日）
2. Anna Sato Concert with Wong Wing Tsan at Hakuju Hall, Oct 27, 2021 / LIVE DVD（2022年9月10日）

### 参加作品
1. 菅井えり「舞』（2000年）
2. オムニバス『ASIENCE SPIRIT OF ASIA』
3. 黒船『CROSSOVER』（2014年）
4. 黒船『BREAKTHROUGH』（2015年）
5. Tomy Wealth『Prey』（2018年）
6. Sunaga t Experience『Suomenlinna』（2019年）
7. Nautilus & 里アンナ×佐々木俊之「Nautiloid Experience / Introducing」（2022年9月2日）[3]

## 舞台
1. 2013年4月 - 11月、ミュージカル レ・ミゼラブル ファンテーヌ役（帝国劇場 他）
2. 2015年4月 - 9月、ミュージカル レ・ミゼラブル ファンテーヌ役（帝国劇場 他）

## メディア出演

### テレビ
- 2007年9月 - NHK教育テレビ『おしゃれ工房』「泥で染める大島紬」ナビゲーター
- 2007年9月29日 - NHK BS2 『日本の歌謡史を彩った作家達 シリーズ昭和の歌人たち第6回 服部良一〜生誕100年記念〜』
- 2018年 - NHK『西郷どん』 里千代金 役[4]
- 2021年2月28日 - NHK 『民謡魂』スペシャルゲスト

### ラジオ
- Across The Sea 〜旅する音楽〜（2019年 - 、MBCラジオ）

### ゲーム
- スプラトゥーン3（2022年9月9日発売）フウカ役